# Leno (Italie)
Pour les articles homonymes, voir Leno.
Leno est une commune italienne de la province de Brescia en Lombardie.

## Administration
| Période                                  | Période  | Identité         | Étiquette | Qualité |
| ---------------------------------------- | -------- | ---------------- | --------- | ------- |
| 14 juin 2004                             | En cours | Pietro Bisinella |           |         |
| Les données manquantes sont à compléter. |          |                  |           |         |

### Hameaux
Casteletto, Milzanello, Porzano

### Communes limitrophes
Bagnolo Mella, Cigole, Ghedi, Gottolengo, Manerbio, Offlaga, Pavone del Mella